# 丁文斌
丁文斌（1937年—2009年3月11日），男，湖北黄陂人，中华人民共和国政治人物，曾任中共秦皇岛市委书记，新疆生产建设兵团党委常委、副司令员，第七届全国人大代表。